# 合性論
合性論もしくは一性論（ギリシア語: Μιαφυσιτισμός, 英語: Miaphysitism）は、非カルケドン派正教会を始めとする最初の三つの公会議のみを認める様々な教派に支持されているキリスト論神学の定式化の一つ。
合性論においては、イエス・キリストの一つの位格の中で神性と人性は合一して一つに、つまり一つの本性（ギリシア語: φύσις, physis）になり、二つの本性は分割されることなく、混ぜ合わされることなく、変化することなく合一すると説く。
歴史的に、カルケドン派（ギリシャ正教、カトリック教会等）は合性論を一般に正統派の解釈に従うことのできるものと考えてきたが、それにもかかわらずカルケドン派は非カルケドン派の合性論を単性論の一種だと受け取ってきた。非カルケドン派正教会自身はこういった混同を否定する。

## 歴史
「合性論」という用語はネストリウス派に対する応答として生まれてきた。ネストリウス派がアンティオキア学派に根差し、アレクサンドリア学派に対抗していたため、シリアやエジプトのキリスト教徒は過激なネストリウス派とは距離を置き、自身の神学的立場を表現するのにこの「合性論」という用語を使って整合性を保とうとした。
キリスト論は、キリストの神性を強調した仮現説（キリストは人間のように見えただけで、その実体は霊的な存在であって、肉体を持つことはないということ）と、人性を強調した養子的キリスト論（キリストは神によって選ばれた人間だということ）という両極端の説を否定しつつ、キリストの本性の神秘をさらに探り始めた。特に二つの立場が論争を引き起こした: 
- ネストリウス派は、二つの位格が一つの肉体に同居するという程度にまでキリストにおける神性と人性の区別を強調する。この立場はエフェソス公会議で排斥された。
- エウテュケス派は、大洋が一滴のヴィネガーを吸収するのと同様に、キリストの神性が人性を吸収したという程度にまでキリストの本性が単一であることを強調する。この立場はカルケドン公会議で排斥された。

エウテュケス派に対する応答として、以降の公会議では両性論が採用された。これは位格と本性をはっきりと区別し、キリストは一つの位格に二つの本性があると述べるが、本性が「混ざり合うこともなく、変化することもなく、分割されることもなく、引き離されることもない」という点を強調する立場である。
合性論はこの定義をネストリウス派に近づくものとして否定し、代わりにネストリウス派に対する最大の反対者であったアレクサンドリアのキュリロスの言葉を支持した。彼は「受肉した神のロゴスの一つの(mia)本性」（ギリシア語: μία φύσις τοῦ θεοῦ λόγου σεσαρκωμένη mía phýsis toû theoû lógou sesarkōménē）と言っている。合性論の特徴は、受肉したキリストは一つの本性のみを持つが、その本性は神性と人性の両方の特質を保持しているとするところにある。合性論者はエウテュケス派に反対するが、どちらもカルケドン派からは単性論とみなされた。 
カルケドン公会議（451年）は両性論が採用された公会議であるために、カルケドン派にはしばしばキリスト論の分水嶺とみなされる。しかし、東方諸教会、特に合性論を採用するエジプトのコプト正教会がカルケドン公会議の決定を否定していたため、論争が東ローマ帝国において社会的・政治的な問題となった。二つの派閥の間で再合同の試みが度々行われ（482年のヘノティコンを含む）、パワーバランスが何度も揺れ動いた。しかし、カルケドン公会議の決定が東方正教会（ギリシャ正教）、カトリック教会、伝統的なプロテスタント諸教派の公式の教義として生き残った。非カルケドン派正教会は大抵の場合東方諸教会という名の下でグループ分けされる。
20世紀以降、それまで「単性論」を異端としてきたカトリックや東方正教会（ギリシャ正教）等では、非カルケドン派正教会との対話が進んでおり、双方の違いは決定的なものであるというより、表現の上での問題であるとする主張が真剣に考慮されるようになってきている。キリスト教の様々な教派の指導者が、伝統的に考えられてきたほど極端でないそれぞれのキリスト論の違いについて話し合っている。
ジョン・メイエンドルフは、東方諸教会の公式教義はカルケドンだけではなく「カルケドンとキュリロス」によって表されると考えた。つまり、両性論の立場はカルケドンによって表現され、そのうえ正統派解釈の外部にキュリロスの合性論的な表現が存在する。合性論は一方の立場（両性論）からは表現できないことを表現しており、両性論もまた合性論からは表現できないことを表現している。つまり、両方のアプローチが必要であり、どちらも単体では十分ではないのである。

## 他の立場
こういった論争で使われたギリシア語の専門用語の理解において数多くの違いが存在すると言われてきた。主な用語として「ウーシア」（ギリシア語: οὐσία, 実体）、「フュシス」（ギリシア語: φύσις, 本性）、ヒュポスタシス（ギリシア語: ὑπόστασις）、プロソポン（ギリシア語: πρόσωπον, 位格）がある。ギリシア語においても、これらの単語の意味はある程度重なる。これらの専門用語が別言語に翻訳される際にはこれらの用語が別のものであると強調されがちであった。シリア語では、「フュシス」は「キャーナ」（ܟܝܢܐ）、「ヒュポスタシス」は「クノーマ」（ܩܢܘܡܐ）と訳された。しかし、ペルシア教会、つまり東シリア教会では、「クノーマ」は本性を意味し、それゆえ指されているものを深く区別できないということが起こった。意味のわずかな違いはこれらの用語の間でさらに曖昧になり、これらの用語は対応するギリシア語と違って哲学的な意味で使えなくなった。

## 合性論をとる教会
非カルケドン派正教会には、カルケドン公会議の直後に分離したアルメニア使徒教会、コプト正教会（アレクサンドリア総主教庁の庇護下にある英国正教会を含む）、シリア正教会と、シリア正教会の流れを汲むインド正教会（マランカラ・シリア正教会およびヤコブ派シリア教会）、コプト正教会から独立したエチオピア正教会、そしてエチオピア正教会から分離して新たに独立正教会となったエリトリア正教会がある。
一つあるいは複数の独立カトリック教会が、様々な理由から以上の教会とはフル・コミュニオンの関係にないものの、このキリスト論を採用している。その例としてはアメリカのアンティオキア・カトリック教会がある。近年の神学的言説において、カトリック教会、東方正教会（ギリシャ正教）、復古カトリック教会、聖公会の神学者の中には、合性論をカルケドン信条に一致しているが違いもある者として受けとめはじめている者もいる。
カルケドン公会議で導入された信条に対するある種の解釈が（「五度目の公会議」として知られている）まさに第2コンスタンティノープル公会議で排斥されたのと同様に、エフェソス公会議で導入されたアレクサンドリアのキュリロスの合性論的な表現に対するある種の解釈も第2コンスタンティノープル会議で排斥された。これにより両性論「と」合性論に関して別の正統派解釈をする余地が生まれた。こういった経緯により、合性論のある種の解釈がカルケドン派にも受け入れられる教義として主張されている。

## 参考
1. H.H. Pope Shenouda III «THE NATURE OF CHRIST»

1. MAIN DOCTRINES AND PRACTICE OF THE CHURCH - Ethiopian Orthodox Tewahedo Church